# Casio F-91W
El Casio F91W es un reloj de pulsera digital de cuarzo, fabricado por la empresa japonesa Casio Computer Co., Ltd. Fue presentado en 1989 y aún está en producción y demanda. Es popular por su simplicidad, fiabilidad y un diseño claro y sin pretensiones. El reloj está disponible en diversas variantes. Casio no publica datos de ventas del modelo, pero admite que continúa vendiéndose bien.

## Especificaciones
El F91W tiene un cronógrafo de 1/100 segundos con un recuento de hasta 59:59:99. Marcando el tiempo neto y partido (vuelta) también disponible. Hay la opción de un pitido por cada hora y una alarma diaria de 20 segundos de duración. Tiene un calendario automático, aunque el ajuste automático para años saltados (año bisiesto) no es soportado, puesto que el reloj no graba el año. El reloj usa una luz trasera de led verde localizado a la izquierda de la pantalla para iluminarla. La luz no es muy brillante, sin embargo, es suficiente para leer la pantalla fácilmente. El reloj es preciso a ±30 segundos por mes (6 minutos por año) informa el fabricante. Como cualquier movimiento de cuarzo, ciertas series de unidades de producción son más precisas.
El reloj utiliza una pila CR2016 de botón de 3 voltios que puede durar al menos siete años, asumiendo un uso de 20 segundos de alarma y un segundo de luz por día. Sin embargo estas son raramente usadas en la práctica por lo que la pila podría durar más. La caja del reloj mide 37.5x33.5x8.5 mm y pesa 21 g. El número de módulo del fabricante para este modelo (estampado sobre la parte trasera de la caja del reloj en acero inoxidable) es 593.

### Resistencia al agua
El reloj tiene un fiable sello de goma entre su tapa de acero y la caja; sin embargo, no tiene ningún cierre hermético para sus botones. Ya que queda lo suficientemente ceñido, la tensión de la superficie evita que el agua acceda al interior, pero solo hasta cierto punto cuando la presión prevalecerá. Por lo tanto, el frontal del reloj está marcado como WATER RESIST, pero Casio informa de diferentes valores para diferentes versiones del reloj. La versión negra (F91-1XY) es "30 metros/3 bar", que según el estándar ISO significa que es: "adecuado para el uso diario. Resistente a salpicaduras y/o lluvia. NO adecuado para ducharse, bañarse, natación, buceo, trabajos relacionados con agua y pesca." pero las versiones coloreadas (p.e. F-91WC-2AEF) son "DIN 8310 / ISO 2281- resistentes a pequeñas salpicaduras." Aunque la versión negra resistirá a inmersiones ocasionales en agua, siempre que los botones no sean presionados entonces, el reloj no debería ser usado en tales condiciones de forma regular. 

## Operación

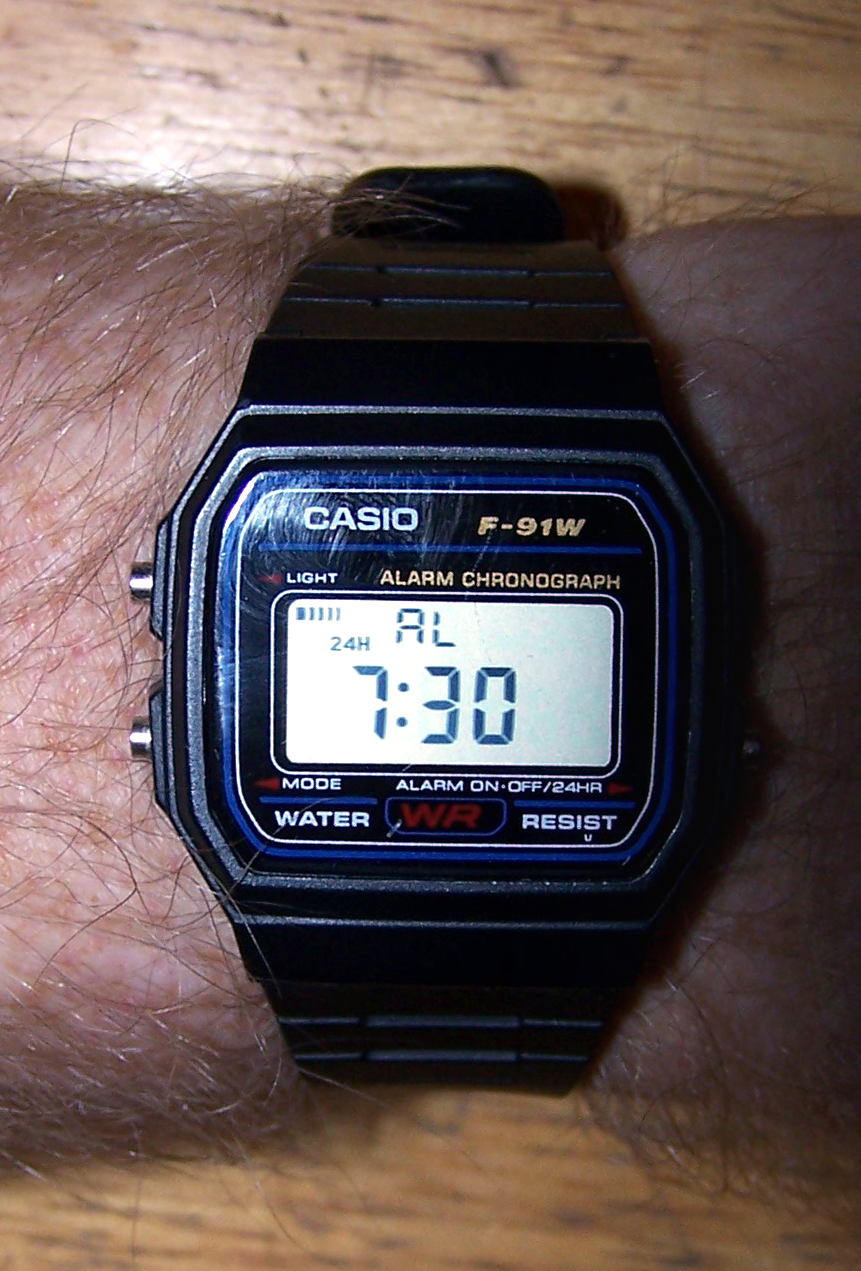
Casio F-91W, en el modo de alarma diaria y el uso de la opción de visualización de 24 horas. El reloj está configurado actualmente para que suene la alarma diaria a las 7:30 a. m., pero los pitidos cada hora están desactivados.

El reloj está controlado por tres pulsadores montados lateralmente. El botón superior izquierdo se emplea para encender la luz de fondo, cancelar la alarma, restablecer el cronógrafo o marca el tiempo de división (LAP), y se utiliza para seleccionar los ajustes. El botón inferior izquierdo cambia los modos del reloj: visualización de hora, alarma, cronógrafo, y el ajuste de hora/fecha. El botón de la derecha es el botón de función: cuando se utiliza se inicia y se detiene el cronógrafo, cambia la configuración que se ajusta en ese momento, o se alterna entre los modos de 12 y 24 horas, dependiendo de qué modo el reloj se encuentra actualmente. En el modo de hora, al pulsar este botón durante tres segundos hará que la pantalla lea "CASIo" si el reloj tiene partes auténticas o producidos bajo licencia legal. Cuando se pulsan los tres botones al mismo tiempo, se encienden todas las celdas en la pantalla LCD hasta que se vuelva a pulsar cualquier botón.
La hora o fecha se ajusta pulsando el botón de abajo a la izquierda tres veces para llevar el reloj a modo de ajuste de tiempo. El botón superior izquierdo se utiliza para desplazarse a través de segundos, horas, minutos, mes, fecha, día, y el modo normal. El botón derecho se utiliza para ajustar el valor parpadeante que aparece. A diferencia de todos los otros valores, los segundos sólo pueden ponerse a cero. Si esto ocurre antes de: 30 segundos, el reloj iniciará a cero dentro del minuto actual. Después de: 30 segundos se iniciará en el próximo minuto al que se muestra. Cuando hayan terminado los ajustes, el botón de abajo a la izquierda se puede presionar una vez para volver el reloj a modo normal.
La pantalla del reloj muestra el día de la semana, día del mes, hora, minuto, segundos y los signos PM o 24H (reloj de 24 horas), el estado de la señal de alarma y el estado de la señal horaria (doble pitido en la hora).
En el modo de cronógrafo, se muestran los minutos, segundos y centésimas de segundo.

## Uso reivindicado en el terrorismo

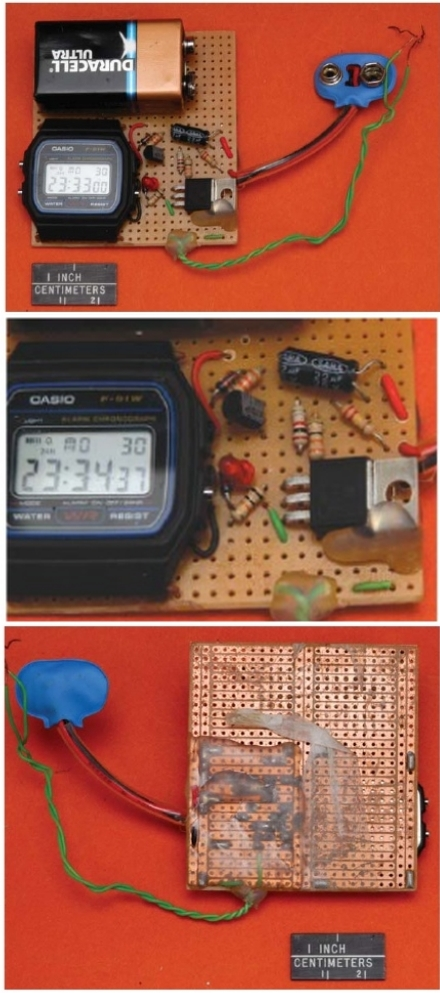
Este temporizador improvisado para una bomba de tiempo fue capturado en la década de 2000[where?^{]}.

De acuerdo con documentos secretos emitidos a los interrogadores de la Bahía de Guantánamo, obtenido y publicado por The Guardian, "el reloj digital de Casio F-91W se declaró ser 'el signo de al-Qaeda' y un factor que contribuye a la continua detención de los presos por los analistas estacionados en la Bahía de Guantánamo. Documentos de instrucción utilizados para capacitar al personal para evaluar el nivel de amenaza de nuevos detenidos aconsejan que la posesión del F91W –disponible en línea por tan poco como £4– sugiere que el usuario ha sido entrenado en la fabricación de bombas de Al Qaeda en Afganistán." Los funcionarios de inteligencia militar de los Estados Unidos han identificado el F91W como un reloj que los terroristas utilizan en la construcción de bombas de tiempo.
Esta asociación se puso de relieve en el estudio Denbeaux, y puede haber sido utilizado en algunos casos, en el campo de detención de Bahía de Guantánamo. Un artículo publicado en el Washington Post en 1996 informó que Abdul Hakim Murad, Wali Khan Amin Shah, y Ramzi Ahmed Yousef habían desarrollado técnicas para utilizar los comúnmente disponibles relojes digitales Casio para detonar bombas de tiempo.

## Características
Posee las siguientes características:
- Luz.
- Cronógrafo.
- Alarma.
- Señal Horaria.
- Resistente al agua.
- Precisión 30 segundos/mes.
- Resistencia al agua según normas estándares DIN 8310 o ISO 2281. O sea, es pensado para soportar pequeñas salpicaduras o lluvia, y ser sumergido en agua poco profunda.
- El consumo de energía es extremadamente bajo, por lo que la batería puede llegar a durar más de 5 años.
- Pesa 21 gramos.
- Económicamente accesible

## Otros detalles técnicos
- El único punto débil que presenta en su durabilidad son las hendiduras de la correa cercanas al extremo de los pasadores, por donde suele empezar a agrietarse tras unos años de uso.
- Pulsando los 3 botones a la vez, la pantalla muestra todos los símbolos posibles.
- Pulsando el botón derecho más de 3 segundos se muestra en pantalla la palabra 'Casio'.
- Hay un modelo similar a este, el Casio F-105W, pero la diferencia es que este se ilumina con foco que está en un costado de la pantalla y el otro se ilumina toda la pantalla con un foco que la rodea.
- En septiembre de 2010, casi 2 décadas después de lanzarse el modelo básico, salen a la venta las versiones de colores.
- Existen otras réplicas iguales, pero el original cuenta con una U pequeña abajo de Resist. Los modelos más antiguos, en vez de poner U, pone Japan U, y modelos muy raros de conseguir cuentan con DC en vez de una U.
- En el menú de ajuste de alarma, al mantener presionado el botón derecho más de 3 segundos comienza a sonar la alarma.
- Cuando el reloj esta en el menú de configuración de hora/fecha, o bien en el menú de configuración de alarma, cambia automáticamente en aproximadamente dos minutos a la pantalla principal si no detecta la pulsación de ningún botón en este lapso de tiempo.
- En el menú de configuración de hora, al cambiar los segundos a 0 pueden suceder dos cosas, si los segundos actuales son menores o iguales a 30 simplemente estos se devolverán a 0, si los segundos actuales son mayores a 30 el minuto aumentara en 1 y los segundos pasaran a 0.

## Variantes
Hay muchas variantes del F91W, que tienen las mismas especificaciones y características operativas, incluyendo el Casio F105W, el cual usa una luz posterior electroluminiscente en lugar de un led para iluminar la pantalla, el Casio A158W, A159W, A168W, LA680, con bandas de acero inoxidable, el W59, y el F94W.

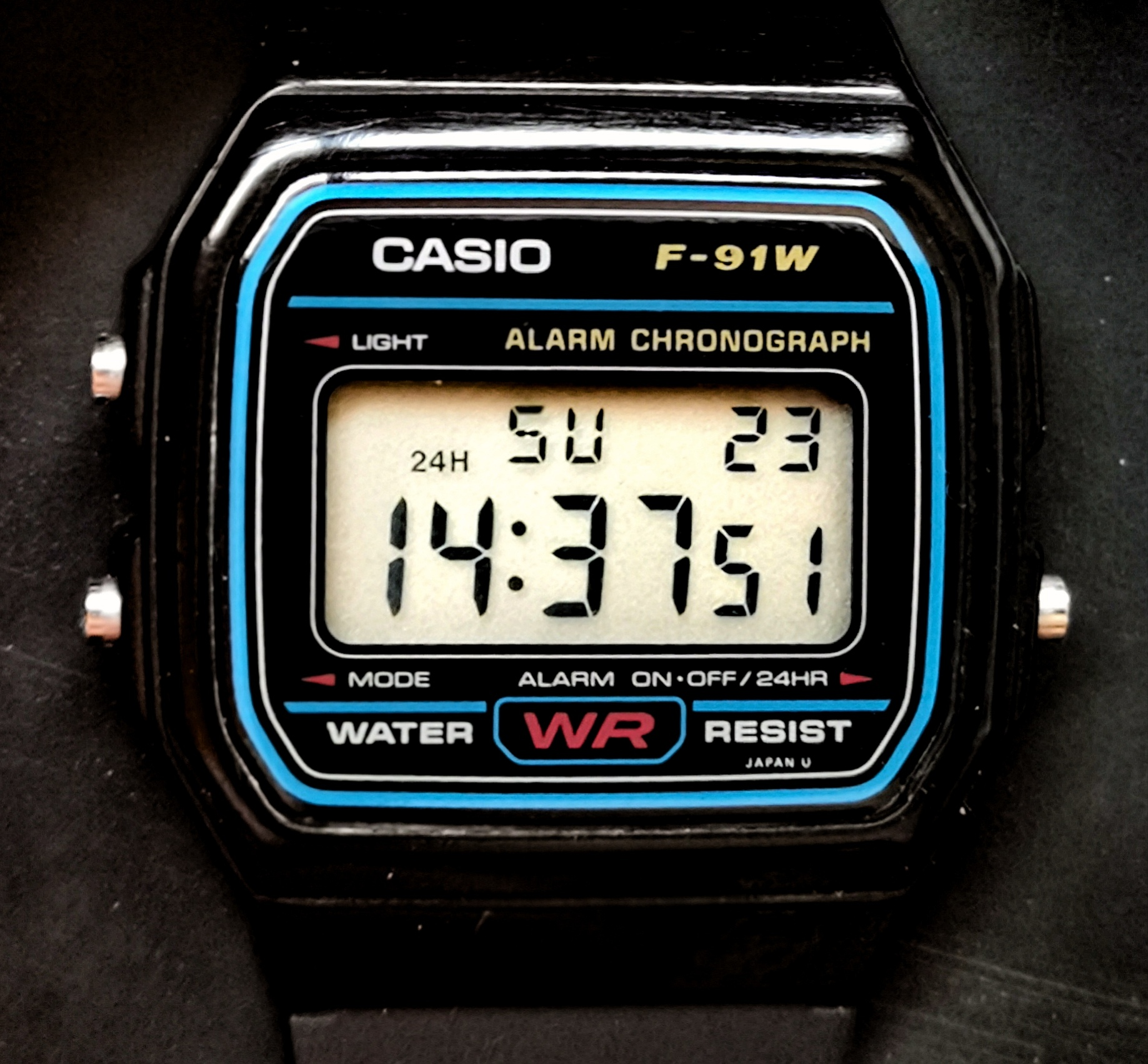
F-91 W Japan U

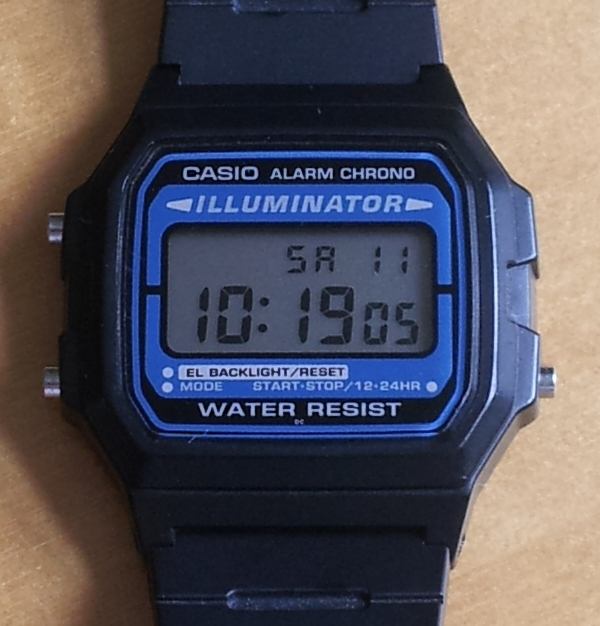
F105W
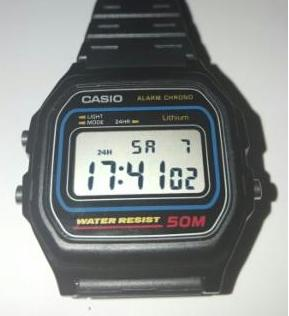
W59
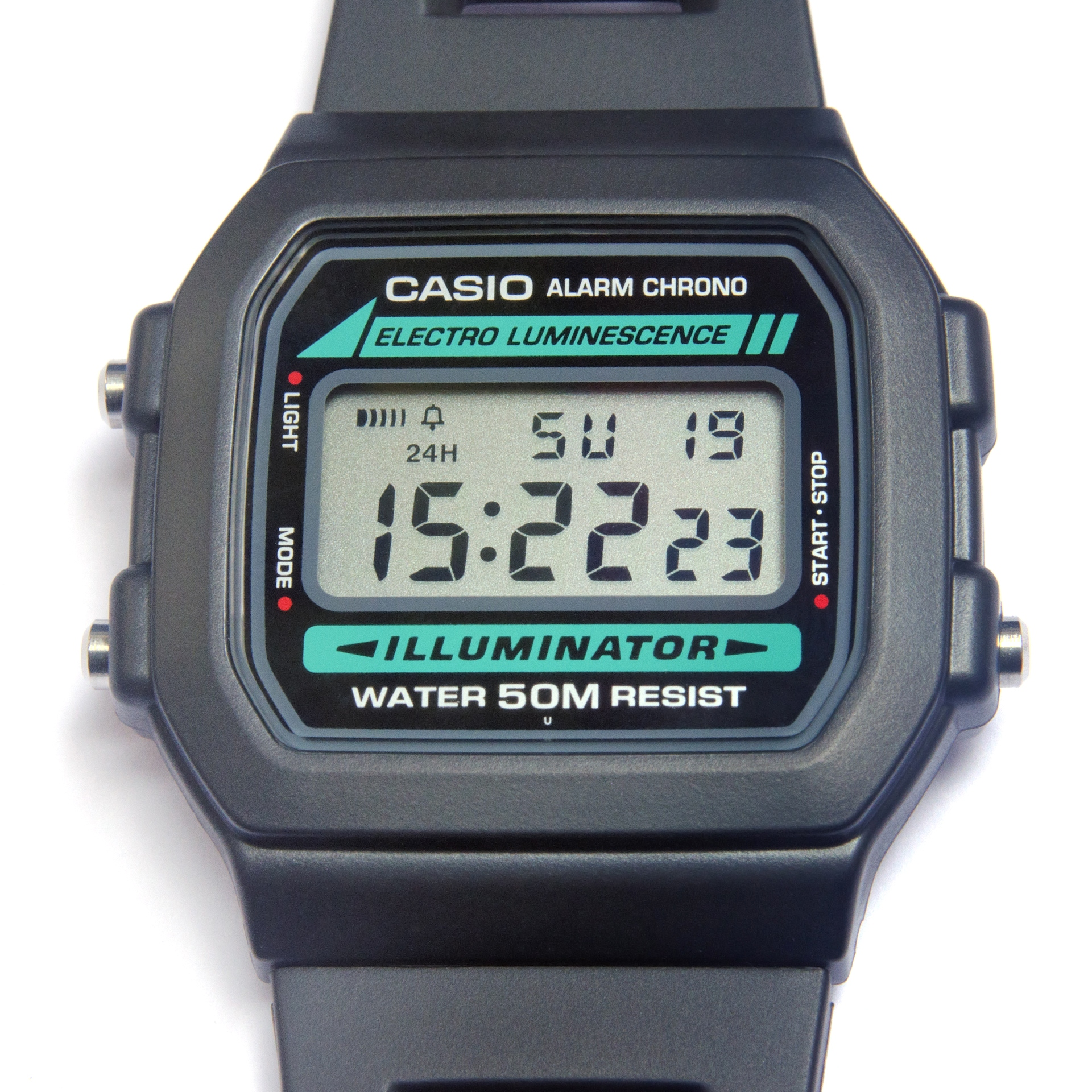
W86
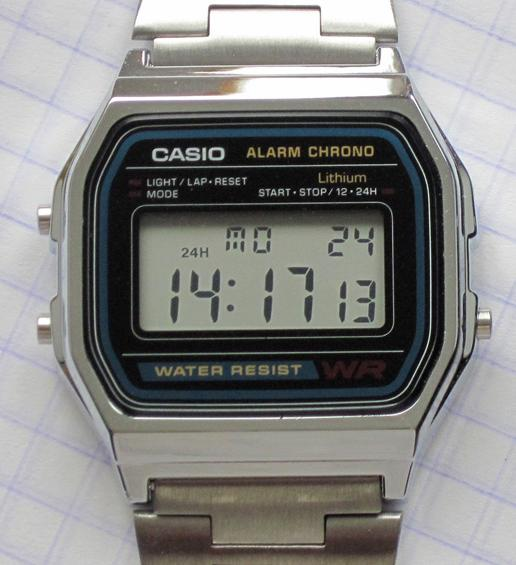
A158W